# PopMatters
PopMatters er et international virtuel tidsskrift, der dækker mange aspekter af den populære kultur.

## Eksterne links
- Magasinets hjemmeside

| Anime eller manga | Spire Denne artikel om medie og kommunikation er en spire som bør udbygges. Du er velkommen til at hjælpe Wikipedia ved at udvide den. |